# Nanaimo
Nanaimo este un oraș cu aproape 80.000 de loc. fiind ca mărime al doilea oraș de pe Insula Vancouver din Oceanul Pacific. Orașul aparține din punct de vedere teritorial de provicia British Columbia din Canada.

## Istoric
În trecut aici au fost cinci sate locuite de amerindienii din tribul Snunéymuxw (engl.: Nanaimo), iar săpăturile arheologice atestă existența unor așezări omenești în urmă cu 2000 de ani. Pe la începutul secolului XIX Nanaimo era o stație pentru poștalioane, în anul 1849 s-a descoperit în regiune cărbune, ceea ce a dus în anul 1853 la înființarea fortului, sosesc și misionari ai religiei metodiste, ca 30 de ani mai târziu, 178 de indieni vor fi convertiți  la această religie. Societatea minieră Dunsmuir, Diggle & Company de exploatare a cărbunilor era condusă de Robert Dunsmuir, al cărui fiu James Dunsmuir, ajunge în anul 1902 prim-ministru al provinciei British Columbia. Exploatarea minieră a ajuns între anii 1879 - 1883 să extragă o canitate de 50.000 t pe an, cu un venit anual de 500.000 de dolari. În anul 1889 există deja o cale ferată pentru transportul cărbunilor la San Francisco, principalul cumpărător fiind Royal Navy. Minerii erau în marea majoritate anglo-saxoni sau finlandezi, iar în procent mai mic chinezi. La data de 3 mai 1887 din cauza unei explozii vor muri 150 de mineri, acesta a fost unul dintre cele mai mari catastrofe miniere după cea de Halifax. Între anii 1892 - 1912 vor muri  373 de mineri, din care 180 în Nanaimo. Din cauza accidentelor numeroase și a condițiilor grele de muncă vor izbucni o serie de greve, minele vor fi de câteva ori închise. În afară de exploatarea cărbunilor, mai exista exploatarea forestieră care cu timpul va depăși ca pondere exploatarea minieră. În anul 1960 s-a construit în Nanaimo un buncăr care ar fi servit în cazul unui război atomic ca adăpost regimului canadian.

## Personalități marcante
- Justin Chatwin (* 1982), actor
- Glen Clark (* 1957), politician
- Jodelle Ferland (* 1994), actor
- Diana Krall (* 1964), pianist